# Au Clair de la Lune
Au clair de la Lune – francuska piosenka ludowa z XVIII wieku. Kompozytor oraz autor utworu są nieznani. Została przetłumaczona na wiele języków. Piosenka została po raz pierwszy nagrana w 1860 roku przez Édouarda-Léona Scotta de Martinville, na fonautografie (urządzenie do nagrywania dźwięku). To najstarsze znane nagranie ludzkiego głosu. Pierwszy wers piosenki jest bardzo popularny we Francji i na świecie, wyrażony w licznych adaptacjach, odniesieniach, przeróbkach i cytatach. Piosenka znajduje się na liście najpopularniejszych kołysanek świata.

## Tekst piosenki
| Język francuski | Język polski |
| --- | --- |
| Au clair de la lune | Przy świetle księżyca |
| "Au clair de la lune, Mon ami Pierrot, Prête-moi ta plume Pour écrire un mot. Ma chandelle est morte, Je n'ai plus de feu. Ouvre-moi ta porte Pour l'amour de Dieu."               | W świetle księżyca, Pierrot, mój przyjacielu, Pożycz mi swoje pióro, Aby napisał słowo. Moja świeczka zgasła, Nie mam już światła. Otwórz mi swoje drzwi Na miłość boską |
| Au clair de la lune, Pierrot répondit : « Je n'ai pas de plume, Je suis dans mon lit. Va chez la voisine, Je crois qu'elle y est, Car dans sa cuisine On bat le briquet. »         | W świetle księżyca Pierrot odpowiedział: ,,Nie mam pióra, Jestem w swoim łóżku Idź do swej sąsiadki, Myślę, że ona tam jest, Gdyż w jej kuchni Ktoś rozpala zapalniczkę. |
| Au clair de la lune, L'aimable Lubin Frappe chez la brune, Elle répond soudain : — Qui frapp' de la sorte ? Il dit à son tour : — Ouvrez votre porte Pour le dieu d'amour !        | W świetle księżyca, Miły Lubin; Puka do drzwi brunetki, Ona nagle odpowiada: -Kto tak puka? Następnie odpowiada: -Otwórzcie drzwi, Bogu Miłości.                         |
| Au clair de la lune, On n'y voit qu'un peu. On chercha la plume, On chercha le feu. En cherchant d'la sorte, Je n'sais c'qu'on trouva ; Mais je sais qu'la porte Sur eux se ferma… | W świetle księżyca ledwo widać. Szukano pióra, szukano światła. Podczas tych poszukiwań, nie wiem co znaleźliśmy; ale wiem, że drzwi Zamknęły się za nami.               |

Niektóre źródła twierdzą, że w oryginalnej wersji słowo “plume” (pióro) brzmiało “lume” (archaizm oznaczający “światło” lub “lampa”).

## Słowa piosenki
Po raz pierwszy, tekst piosenki został opublikowany w 1866 roku w zbiorze francuskich piosenek "Chansons nationales et populaires de France".

## W sztuce
- W 1804 roku Pierre-Auguste Vafflard zaprezentował na wystawie malarsko-rzeźbiarskiej obraz przedstawiający Edwarda Younga grzebiącego nocą swoją córkę. Anonimowy krytyk komentował monochromatyczny charakter tego obrazu tekstem:

| Au clair de la lune Les objets sont bleus Plaignons l'infortune De ce malheureux Las! sa fille est morte Ce n'est pas un jeu Ouvrez-lui la porte Pour l'amour de Dieu. | W świetle księżyca Wszystkie rzeczy są niebieskie Ulituj się nas nieszczęściem tej biednej duszy Niestety! Jego córka nie żyje. To nie jest gra. Otwórz jej drzwi Na miłość boską. |

- Au clair de la Lune - tytułowa komedia Jeana Eskara (1848-1921).
- Au clair de la Lune - wymyślona nazwa perfum Mary Watson z serii Sherlock BBC.
- Jedna z bohaterek niemieckiego horroru „Taste of the Night” śpiewa i słucha tej piosenki.